# Vacina inativada contra a rinite atrófica do porco
A vacina inativada contra a rinite atrófica do porco é uma vacina que possui um conjunto de substâncias onde destacam-se a exotoxina dermonecrótica de Pasteurelia multocida inofensiva ou a exotoxina modificada através de engenharia genética, também não tóxica. As células ou componentes antigênicos de P. multocida e Bordetella bronchiseptica também podem entrar na costituição da vacina, que é aplicada nos porcos responsáveis pela reprodução. A vacina é utilizada nos casos de rinite atrófica em porcos.